# Das brennende Braunschweig
Das brennende Braunschweig, auch als Der Brand von Braunschweig bezeichnet, ist der Titel eines Ölgemäldes des nationalsozialistischen deutschen Künstlers Walther Hoeck. Das Gemälde, von dem sieben Versionen bekannt sind, stellt den in der Stadt durch den Bombenangriff auf Braunschweig am 15. Oktober 1944 ausgelösten Feuersturm dar. Das Bild gilt vielen Braunschweigern als künstlerischer Inbegriff des Untergangs des alten Braunschweig.

## Geschichte

### Walther Hoeck
Hoeck wurde 1885 im 90 km südwestlich von Braunschweig gelegenen Holzminden geboren, das damals noch zum Herzogtum Braunschweig gehörte. Er kam 1920 nach Braunschweig, wo er während der Weimarer Republik Bekanntheit erlangte, aber erst in der Zeit des Nationalsozialismus schnell Karriere machte und in der lokalen Kunstszene eine führende Rolle einnahm, aber die einzige überregional bedeutsame Person der braunschweigischen NS-Kunstszene blieb. 1932 trat er in die NSDAP ein und war anschließend in führenden nationalsozialistischen Kunstorganisationen aktiv. In der NS-Zeit erhielt er zahlreiche staatliche und private Aufträge. So z. B. für ein monumentales, „aufdringliches“ NS-Propagandawerk Das junge Deutschland, das Ende November 1935 in der zentralen Halle des damaligen Braunschweiger Hauptbahnhofs enthüllt wurde. Nach dem Ende des Zweiten Weltkrieges blieb er zunächst in Braunschweig, wurde 1948 entnazifiziert und zog schließlich 1954 mit seiner Ehefrau nach Eglofs im Allgäu, wo er 1956 starb.

### Bildentstehung und -beschreibung
Zum Zeitpunkt des Bombenangriffes wohnte Hoeck in Lehndorf, einem Vorort von Braunschweig, etwa drei Kilometer vom Stadtzentrum (Burgplatz) entfernt. Wahrscheinlich war Hoeck Augenzeuge des Angriffs und seiner Folgen und hat den Feuersturm entweder direkt von dort beobachtet oder von einem Ort zwischen Lehndorf und Lamme, einem anderen Vorort, der zwei Kilometer südwestlich von Lehndorf liegt.
Alle Versionen zeigen die Stadt im Vollbrand, unmittelbar nach dem verheerenden Angriff von 233 Lancaster-Bombern der 5. Bombergruppe der Royal Air Force. Die Stadt, an ihrer Silhouette  eindeutig als Braunschweig erkennbar, liegt einige Kilometer östlich vom Betrachter in einer Ebene. Der Standpunkt des Betrachters ist etwas erhöht, sodass die gesamte Stadt weit unten am Bildrand in ihrer ganzen Ausdehnung sichtbar ist. Der Himmel über der Stadt nimmt den weitaus größten Teil des Bildes ein, etwa im Verhältnis 1:6. Die gesamte Stadt ist zum abgebildeten Zeitpunkt ein einziges Flammenmeer, was u. a. durch den Farbverlauf deutlich wird: Direkt am Boden kann man einzelne Bauwerke identifizieren, so die Türme der Andreas-, Katharinen- und Michaeliskirche sowie des Braunschweiger Doms. Sie stehen wie die gesamte Stadt grell hellgelb bis leuchtend orangerot bis dunkelrot in Flammen, sie „glühen“ geradezu, wodurch „die Vorstellung umfassender Zerstörung“ entsteht. Eine im Vergleich zur flach daliegenden Stadt gewaltige Feuer- und Rauchsäule steigt bogenförmig in der linken Bildhälfte in den nächtlichen, durch sie aber hell erleuchteten Himmel, wobei sie nach oben hin durch Rauch allmählich dunkler wird und schließlich am oberen Bildrand nach rechts hin verweht, verwirbelt und auseinandergezogen und -gerissen wird. Das Feuer „leuchtet“ das Gemälde aus. Dadurch, dass das Feuer und die Feuer-Rauchsäule so riesig und wie übermächtig dargestellt sind, entsteht der Eindruck einer Urgewalt, die über Braunschweig hereingebrochen ist. Im Vordergrund ist ein von Rand zu Rand verlaufendes dunkelgrünes Feld sichtbar, durch das fast von der Mitte nach hinten rechts ein kleiner Feldweg zu einem Bauernhaus führt. Ein Teil dieses Gebäudes steht ebenfalls in Flammen.
Wiewohl Art und Form der Darstellung Hoecks eigene Interpretation sind, so sind doch wesentliche dargestellte Details des Ereignisses, wie z. B. die riesige Feuer-Rauchsäule über der Stadt, von Augenzeugen verbürgt.
In keiner der Gemäldeversionen sind Menschen oder Tiere zu sehen.

### Unterschiedliche Versionen
Die erste von sieben bekannten Versionen entstand wohl unmittelbar nach dem Bombardement, das Hoeck nachhaltig beeindruckt haben soll. Die anderen fünf Versionen waren alle Auftragsarbeiten, die er 1945 und in den Jahren unmittelbar nach Kriegsende anfertigte. Keines der Ölgemälde ist datiert. Komposition und Motiv sind jeweils identisch, nur das Format ist unterschiedlich und einige Details variieren, so z. B. die Form der Feuer-Rauchsäule über der brennenden Stadt oder Repoussoirs, wie Gebäude und deren Anordnung im Bild. Das mit Abstand größte Gemälde misst 124,5 cm × 204,4 cm und war eine Auftragsarbeit für den damaligen Präsidenten der Braunschweigischen Staatsbank, Josef Lammers. Es hing nach dem Krieg bis in die 1970er Jahre im Foyer der Filiale in der Dankwardstraße, wo es Kundschaft und Mitarbeiter sehen konnten. Nach dem Umbau der Filiale hing es in der 1. Etage. Seit einem erneuten Umbau in den 1990er Jahren befindet es sich nicht mehr in der Dankwardstraße, sondern in einem Besprechungsraum der Braunschweigischen Landessparkasse am Alten Bahnhof. Eine weitere Version des Werkes ist in der Außenstelle des Städtischen Museums Braunschweig, im Altstadtrathaus öffentlich zugänglich.

### Rezeption

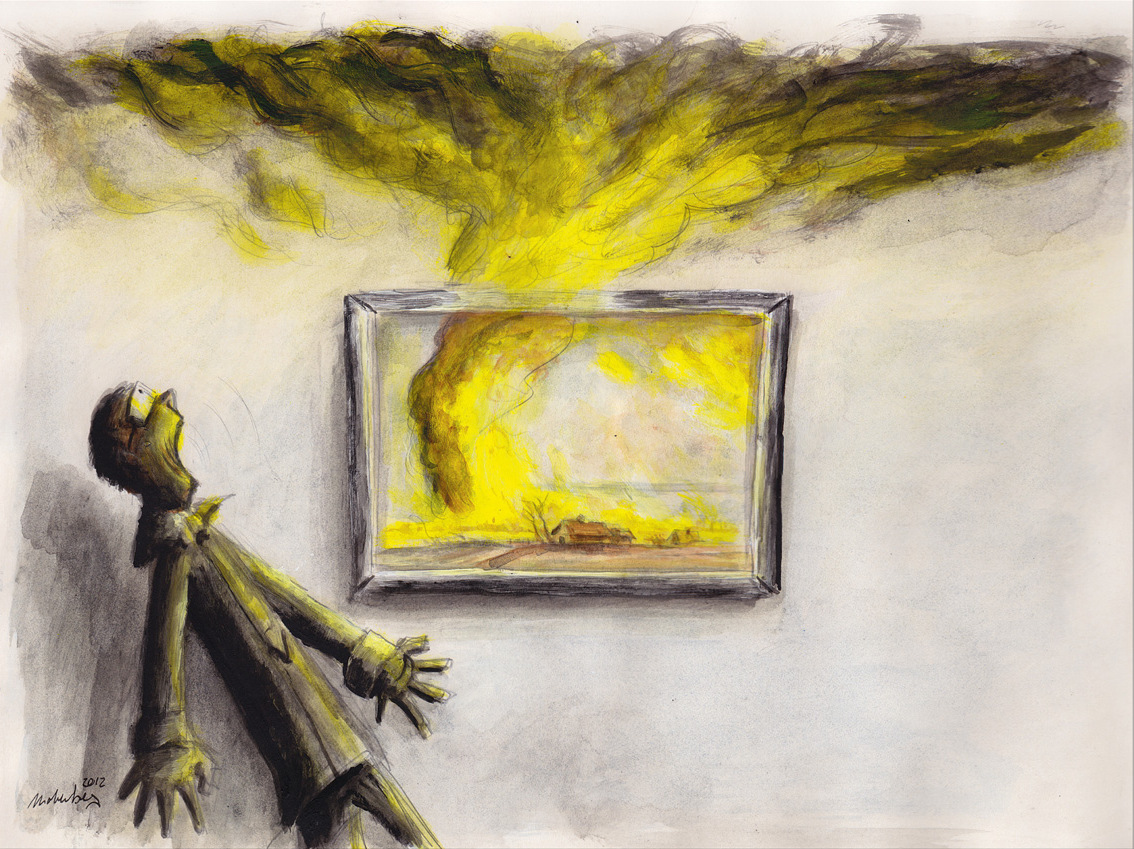
FEUER, Karikatur von Achim Mohrenberg, erschienen in der Braunschweiger Zeitung vom 18. Februar 2012 in einem Bericht zum Streit über Hoecks Gemälde.

Im Katalog zur Ausstellung Deutsche Kunst 1933–1945 in Braunschweig. Kunst im Nationalsozialismus, die im Jahre 2000 im Städtischen Museum Braunschweig stattfand, schrieb Heino R. Möller, damaliger Professor an der Hochschule für Bildende Künste Braunschweig:

„Offenbar entsprach die Darstellung Hoecks eindrücklich den Erfahrungen und Empfindungen der Braunschweiger, die das Ereignis miterlebten oder sich mit dem in der Bombennacht Zerstörten und unrettbar Verlorenen identifizierten […] Man darf annehmen, daß Zeitgenossen in Hoecks Darstellung den gültigen Ausdruck individuell und kollektiv erfahrenen Leides sahen und ein Denkmal für das, was in dieser Katastrophe untergegangen war.“

So sehen die einen Das brennende Braunschweig als „stete Mahnung“, andere hingegen sehen darin ein „gefährliches Bild“, denn es stilisiere die Zerstörung Braunschweigs „zur ästhetischen Vorstellung eines übermächtigen Schicksals, das weder Fragen nach Ursachen Raum gibt, noch Fragen nach den Folgen nötig hat“. Das menschliche Leid der Bombennacht werde dargestellt als eine in mythischer Ferne entrückte und schicksalhaft aufsteigende Feuersäule, womit Hoeck einer zentralen NS-Kunstmaxime, der „Erhabenheit“ Genüge getan habe. Hoeck selbst scheint das Erlebte nachhaltig beeindruckt zu haben, so findet sich auf der Rückseite einer seiner Gemäldeversionen sein handschriftlicher Vermerk: „Die sterbende Stadt / Liebet Euch untereinander.“
Das brennende Braunschweig wurde seither mehrfach ausgestellt und 1994, zum 50. Jahrestag des Bombenangriffes, auch als Titelbild für Günter K. P. Starkes Buch Das Inferno von Braunschweig und die Zeit danach verwendet.
Bei der Ausstellung Deutsche Kunst 1933–1945 in Braunschweig. Kunst im Nationalsozialismus im Jahre 2000, war es bereits zu heftigen Diskussionen sowohl um Bild und Maler, als auch um die Ausstellung an sich gekommen. Den Machern der Ausstellung wurde seinerzeit vorgeworfen, zu nachlässig und oberflächlich mit den ausgestellten NS-Künstlern, deren Werken und der möglicherweise zugrundeliegenden nationalsozialistischen Ideologie umgegangen zu sein. 2012 wiederum hängte die Braunschweigische Landessparkasse Das brennende Braunschweig kommentarlos wieder in ihrer Hauptniederlassung auf, was umgehend erhebliche Proteste nach sich zog.
2019, anlässlich des 75. Jahrestages der Bombardierung Braunschweigs am 15. Oktober 1944, wurde im September die Ausstellung 15. Oktober. Die Zerstörung der Stadt Braunschweig eröffnet. Sie zeigt Radierungen, Aquarelle, Grafiken, Ölgemälde und Zeichnungen zahlreicher bekannter, aber auch anonymer Künstler, deren Werke zum Teil noch während des Krieges entstanden waren oder aber mehrheitlich in der frühen Nachkriegszeit. Obwohl sich etliche, wenn nicht alle Versionen von Hoecks Bild in der Stadt befinden, war es jedoch absichtlich nicht in der Ausstellung aufgenommen worden, da, so die Argumentation der Kuratoren von Stiftung und Museum, Hoeck „bekennender Nazi“ gewesen und das Bild als solches „faschistisch geprägt“ sei. Jahre zuvor bereits hatte Heino O. Möller geurteilt, das Bild hätte eine „nationalsozialistische Ästhetik“ und sei „nicht ein Bild des Untergangs, sondern im nationalsozialistischen Geist ein Bild der Auferstehung in neuer Blütezeit – die Begründung eines neuen 1000jährigen Reiches.“
Dass Hoecks Das brennende Braunschweig unter Hinweis auf die bekannte NS-Gesinnung des Künstlers und die tatsächliche oder vermeintliche „NS-Botschaft“ des Werkes nicht gezeigt wurde, führte zu einer u. a. mit Leserbriefen und journalistischen Kommentaren in der Braunschweiger Zeitung geführten kontroversen Diskussion. So wurde u. a. kritisiert, dass man es nach 75 Jahren als Bevormundung, bzw. Entmündigung betrachte, wenn der Bevölkerung das Gemälde mit derartigen Argumenten vorenthalten werde, wohl aber gleichzeitig Werke anderer „bekennender“ NS-Künstler wie z. B. Herman Flesche, Wilhelm Frantzen, Hedwig Hornburg, Bruno Müller-Linow oder Ernst Straßner ausgestellt würden.